# Азаров, Илья Ильич
Илья Ильич Азаров (21 июля (3 августа) 1902, Санкт-Петербург — 16 июля 1979, Москва) — советский военно-политический деятель, Вице-адмирал (25 сентября 1944 года), член РКП(б) с 1924 года.

## Биография
Участник Гражданской войны. С 1 октября 1919 года в составе коммунистического батальона воевал против войск Н. Н. Юденича. В марте 1921 г. в составе ЧОН участвовал в подавлении Кронштадтского восстания. Демобилизован в апреле 1921 года.
С апреля 1924 года краснофлотец зенитного дивизиона Кронштадтской крепости, политрук батареи. С августа по ноябрь 1926 года обучался на курсах политруков при Военно-морском политическом училище им. Рошаля. С октября 1927 г. по август 1928 г. обучался на курсы военной подготовки Политруков при Сумской артиллерийской школе, где сдал экзамены за весь курс обучения.
С августа 1928 по май 1930 года комиссар и ответственный секретарь ВКП(б) дивизиона Ижорского укрепленного района. С мая 1930 по май 1932 года ответственный секретарь ПВО Морских Сил Балтийского моря (МСБМ).
С мая 1932 по сентябрь 1933 года ответственный секретарь на линкоре «Марат». С октября 1933 по сентябрь 1937 г. обучался в Военно-политической академии им. В.И. Ленина, после чего назначен на должность военного комиссара на лидере эсминцев «Серго Орджоникидзе».
С сентябрь 1938 по ноябрь 1939 года начальник политического отдела бригады эскадренных миноносцев Тихоокеанского флота. С ноября 1939 по май 1941 года начальник оргинструкторского отдела Политического управления (ПУ) ТОФ. С мая 1941 года начальник оргинструкторского отдела Главного Политического управления (ГПУ) ВМФ.
Непосредственно участвовать в Великой Отечественной войне начал с июля 1941 года в качестве заместителя начальника Политуправления ЧФ. На данной должности служил до августа 1941 года. Затем, с августа по октябрь 1941 года член Военного Совета Одесского оборонительного района.
С октября 1941 по март 1943 года и с февраля 1944 года, член Военного Совета Черноморского флота. В промежутке, с марта 1943 по февраль 1944 года заместитель начальника Главного Политического управления (ГПУ) ВМФ.
После войны, с мая 1947 по июль 1950 года заместитель командующего по политической части 4-м ВМФ, с июля 1950 по май 1953 года член Военного Совета 7-го ВМФ. С июля 1953 года вновь в Центральном аппарате ВМФ — заместитель по политической части начальника Управления кораблестроения ВМФ.
С 20 июля 1956 года на пенсии. Похоронен на Кунцевском кладбище.

## Семья
Сын — Виктор, капитан второго ранга, умер
Дочь — Валентина, умерла
Сын — Владимир, капитан первого ранга в отставке.

## Увековечение памяти
25 мая 1982 года имя Азарова было присвоено большому десантному кораблю  «БДК-104» Черноморского флота ВМФ СССР.
В честь Азарова названы улицы в Одессе, Брянске и других населенных пунктах.

## Награды
- Орден Ленина (1949);
- 3 Ордена «Красного Знамени» (1941,1944[2],1953);
- Орден «Нахимова» 1-й степени (1945)[3];
- Орден «Кутузова» 2-й степени (1945);
- Орден «Отечественной войны» 1-й степени (1943);
- Орден Народной Республики Болгария II степени;
- Орден «Тудор Владимиреску» II степени (1974);
- медали;
- Именное оружие.

## Сочинения
- В боевых походах (1961),
- Осажденная Одесса (1962; 1966; изд. 3-е — 1975),
- Непобежденные (1973),
- Лидер «Ташкент». // Военно-исторический журнал. — 1960. — № 5. — С.52-62.
- Последний поход «Безупречного». // Военно-исторический журнал. — 1962. — № 10. — С.66-73.